# Skomshån
Skomshån är en sjö i Härjedalens kommun i Härjedalen och ingår i Ljusnans huvudavrinningsområde. Sjön har en area på 0,218 kvadratkilometer och ligger 790,9 meter över havet. Skomshån ligger i Rogen Natura 2000-område. Sjön avvattnas av vattendraget Mysklan (Övre Mysklan).

## Delavrinningsområde
Skomshån ingår i det delavrinningsområde (692421-132458) som SMHI kallar för Utloppet av Skomshån. Medelhöjden är 840 meter över havet och ytan är 2,98 kvadratkilometer. Räknas de 10 avrinningsområdena uppströms in blir den ackumulerade arean 81,78 kvadratkilometer. Mysklan (Övre Mysklan) som avvattnar avrinningsområdet har biflödesordning 2, vilket innebär att vattnet flödar genom totalt 2 vattendrag innan det når havet efter 404 kilometer. Avrinningsområdet består mestadels av skog (65 procent) och kalfjäll (27 procent). Avrinningsområdet har 0,22 kvadratkilometer vattenytor vilket ger det en sjöprocent på 7,3 procent.